# Pinnow (Uckermark)
Pinnow is een gemeente in de Duitse deelstaat Brandenburg, en maakt deel uit van de Landkreis Uckermark. Met 4, vanaf 2021 nog 3, andere gemeenten maakte de gemeente tot 19 april 2022 deel uit van het Amt Oder-Welse.
Pinnow telt 889 inwoners.
Pinnow is sedert de opheffing van het Amt Oder-Welse een op papier zelfstandige gemeente geworden, die echter sinds 19 april 2022 mede-bestuurd wordt door de gemeente Schwedt/Oder.
De Bundesstraße 2 loopt direct om het dorp heen.
Station Pinnow (Uckermark), geopend in 1888, ligt aan een kleine, 23 km lange spoorlijn naar Station Angermünde, vanwaar men met andere treinen bijna alle grote steden in de noordelijke helft van Duitsland kan bereiken. 
In het dorp is Locon Service gevestigd, een aannemersbedrijf voor spoorweginfrastructuur, dat een onderdeel is van een regionale spoorwegmaatschappij voor met name goederentreinen. Pinnow is van oudsher een boeren- en woonforensendorp; in de toekomst zal de industrie in deze gemeente zowel letterlijk als economisch een grotere plaats gaan innemen.
Ten oosten van het dorp ligt een meertje, genaamd Großer Felchowsee. Het is niet toegankelijk voor recreanten. De dorpskerk dateert uit de 13e eeuw en werd in de 18e t/m de 21e eeuw enkele malen gerenoveerd.
In het dorp staat een oud, kasteelachtig landhuis, dat als gemeentehuis en cultureel dorpscentrum fungeert.
Van 1931 tot 1945 stond te Pinnow een Muna, een munitieopslag en -afvullingsbedrijf van de Wehrmacht. In de DDR-periode (1949-1990) zetelde hier een ten dele geheime fabriek, waar legermaterieel werd onderhouden, en onderdelen van militaire vliegtuigen werden gebouwd. Ook produceerde men hier luchtafweerraketten. Na 1990 werd hier o.a. een onderneming gevestigd, die zich bezighoudt met het ontmantelen en recyclen van oude munitie en oorlogswapens.

## Afbeeldingen

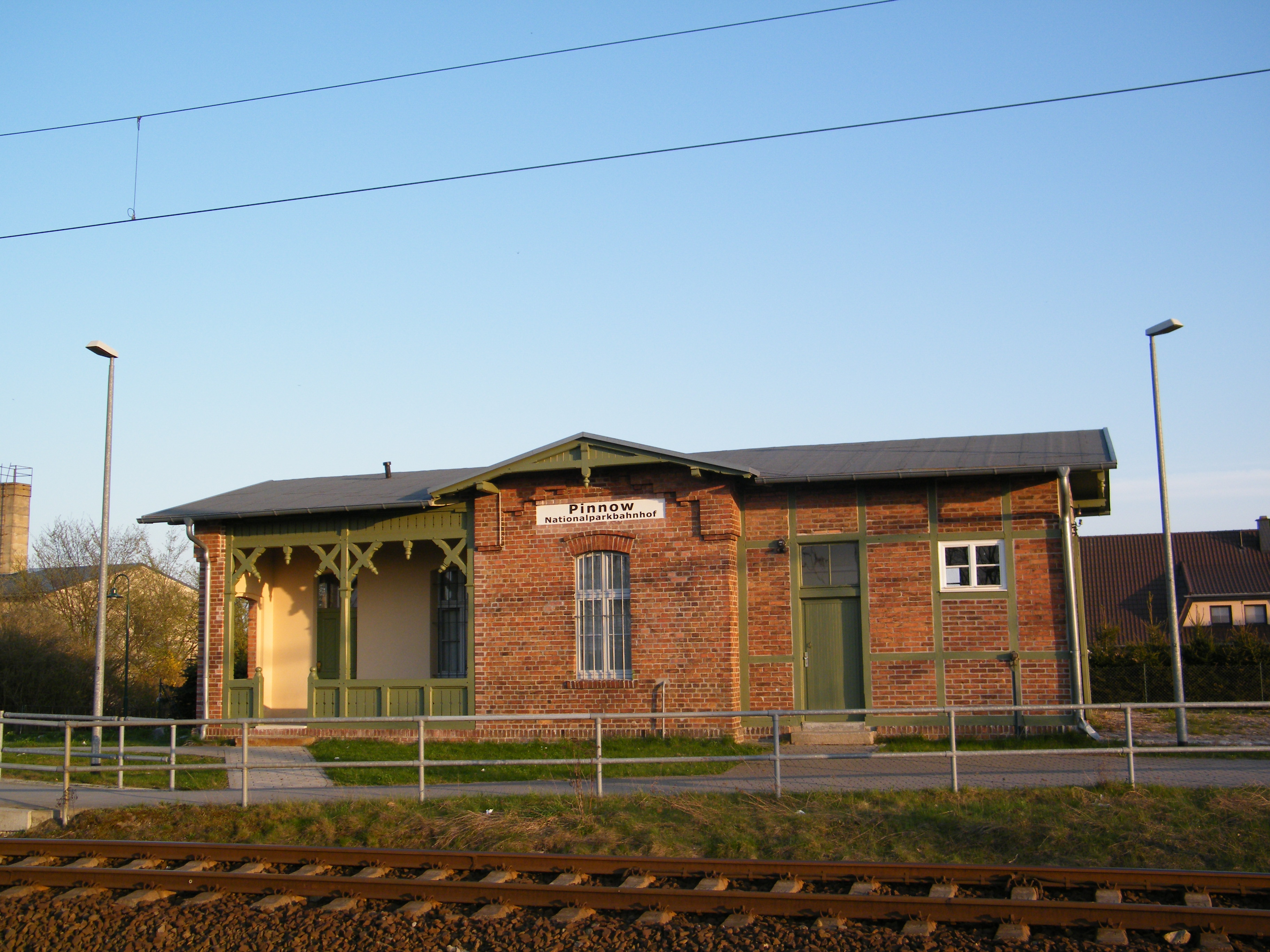
Station
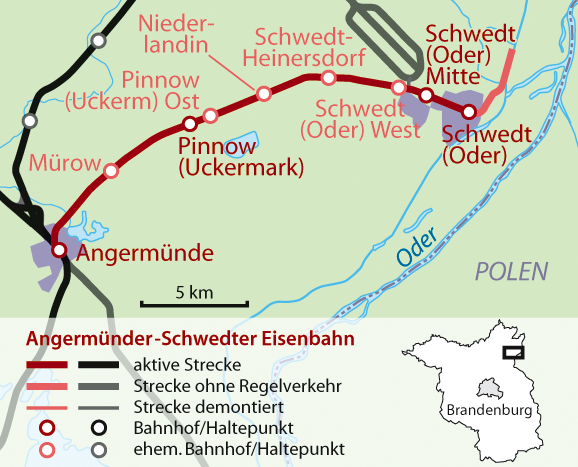
Traject spoorlijn Angermünde-Schwedt
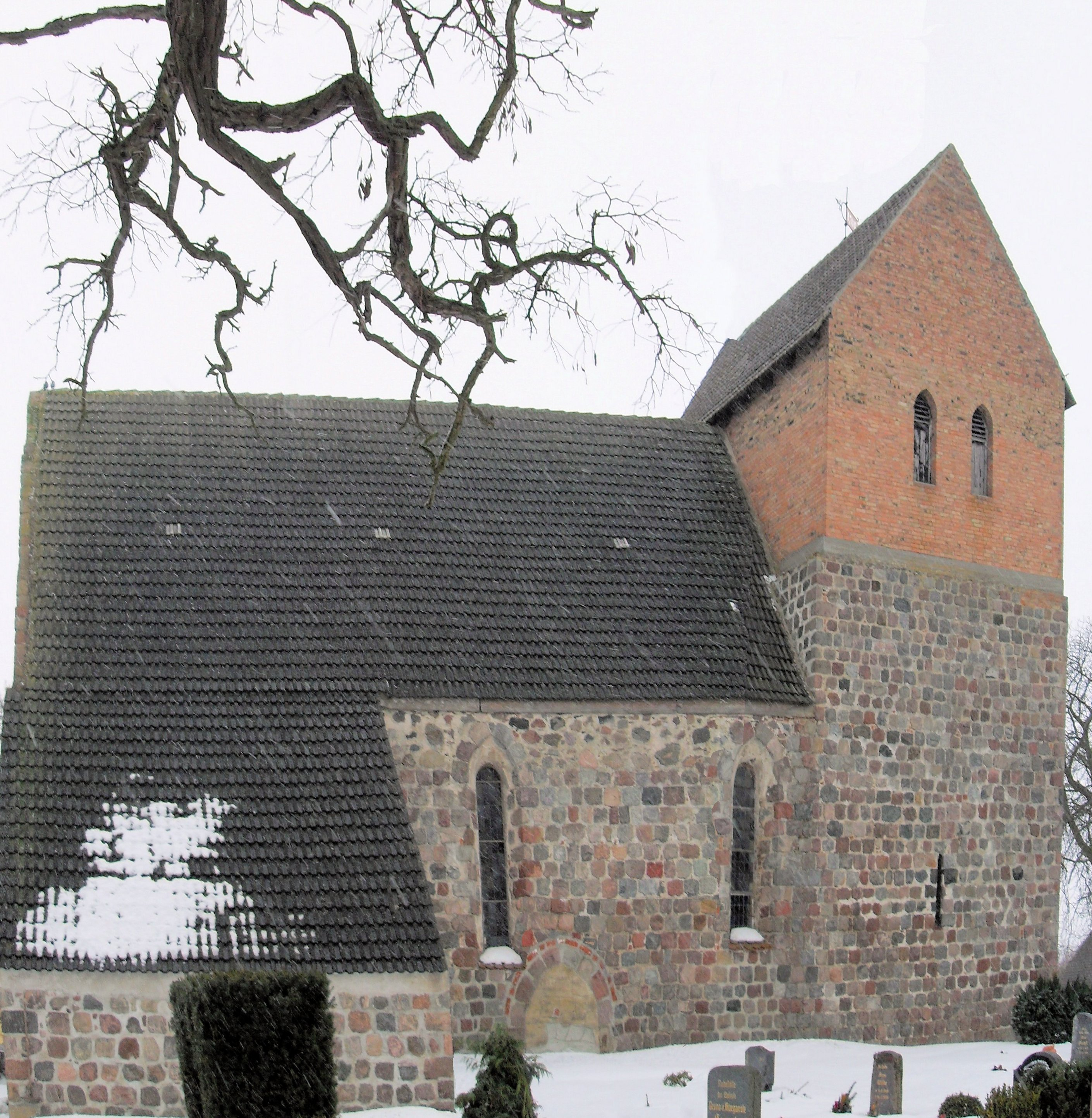
13e-eeuwse evang.-lutherse dorpskerk te Pinnow
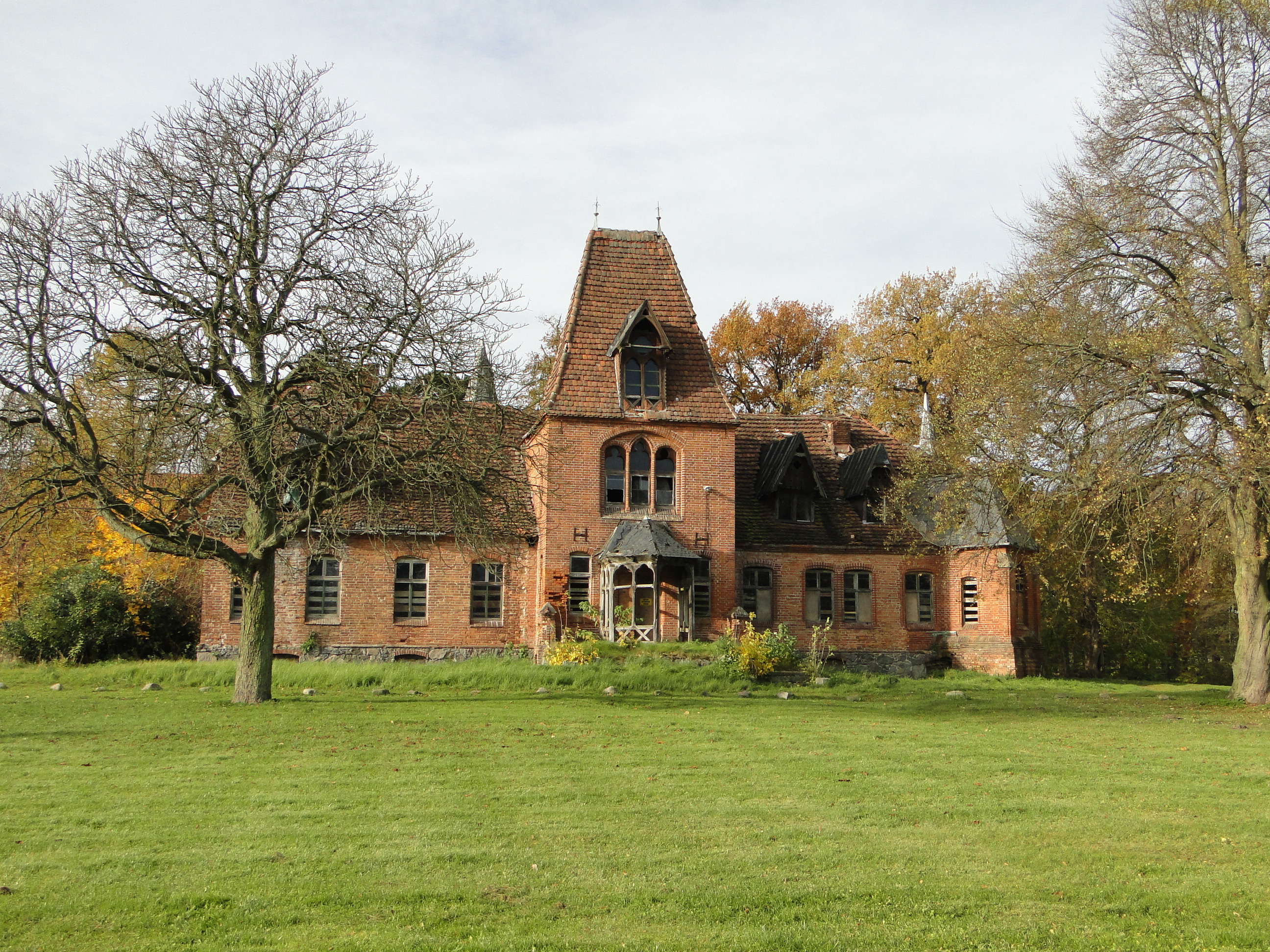
Landhuis te Pinnow, foto uit 2010